# Полиция нравов (фильм)
«Полиция нравов» (англ. Vice Squad) — кинофильм 1982 года.
Фильм Гэри Шермана, изображающий ночную жизнь Лос-Анджелеса (Голливуда) начала 1980-х и работу «полиции нравов» — особого подразделения, призванного предотвращать преступления против общественной морали, такие как проституция, азартные игры. торговля наркотиками, нелегальная торговля алкоголем и подобное.

## Сюжет
Лос-Анджелесская бизнес-леди работает иногда по ночам проституткой под именем Принцесса. Фильм начинается со сцены её прощания с любимой дочерью, которая в сопровождении няни отправляется к бабушке в Сан-Диего. Принцесса рассчитывает «поработать» ещё несколько ночей и приехать к ней. Полиция задерживает Принцессу. В это время её подругу проститутку Джинждер (Нина Блэквуд) преследует и жестоко убивает сутенёр Рэмрод (Пистон) (Вингс Хаузер). Он психопат-садист. Найти его решает ветеран полиции сержант Уэлш Гэри Свенсон), который хорошо знает улицы Голливуда и его ночной мир, знает многих проституток и имеет своих агентов в этом подполье большого города. Он убеждает Принцессу помочь ему найти Пистона. Принцесса приходит в бар, где находится Пистон, он узнаёт в ней проститутку-одиночку, навязывает своё покровительство и везёт к себе, чтобы «познакомиться поближе». В это время появляется полиция во главе с Уэлшем. Во время ареста Принцесса говорит, что помогала полиции чтобы отомстить за Джинджер.
Уэлш явно симпатизирует Принцессе. После небольшого разговора он отпускает её, она продолжает «работать», владея собой так, как будто не побывала полчаса назад в смертельно опасной ситуации. Она встречает в эту ночь всё более и более странных клиентов. В это время Пистон бежит из полицейской машины, вооружается и начинает искать Принцессу чтобы отомстить. Понимая это, Уэлш мобилизует несколько подразделений на поиски Принцессы и Пистона. Пистон узнаёт, у кого находится Принцесса, перехватывает её на выходе из такси и насильно уводит в одну из своих квартир чтобы замучить до смерти. «Что было с Джинджер, то же будет и с тобой!». На это место прибывает полиция, однако арестовать Пистона не удаётся, после перестрелки он сбегает и угоняет пикап, и бежит. Уэлш в одиночку на машине преследует его и наконец настигает на пустом складе.
 С точки зрения режиссёра, Лос-Анджелес – это такой разлагающийся эпицентр содома: камера постоянно бороздит ночной Sunset strip и прилегающие улицы, чтобы показать жизнь местных фриков, жриц любви и их клиентов. С первых минут происходит полное погружение в атмосферу фильма.
Жанр картины определить тоже довольно сложно, с одной стороны это серьезная социальная драма, повествующая о нелегкой судьбе проституток, с другой — брутальный полицейский триллер. Но есть здесь и абсолютно комичные моменты, как например сцена свадьбы/похорон.

## В ролях
- Сизон Хабли — Принцесса
- Гэри Суонсон — Том Уолш
- Уингз Хаузер — Рэмрод
- Пепе Серна
- Джонатан Хейз — щёголь

## Восприятие критиками
Фильм считается классикой жанра грязных полицейских детективов и вызвал ряд подражаний.
Критики особенно отмечали игру Хаузера, в чьём исполнении Пистон — настоящий псих, опасный, агрессивный, избыточно агрессивный..